# Beatrix z Avesnes
Beatrix z Avesnes († 25. února 1321) byla lucemburská hraběnka a po manželově smrti regentka nezletilých synů.

## Život
Beatrix se narodila jako dcera Balduina z Avesnes a Felicitas z Coucy. Její rodina patřila ke straníkům flanderského hraběte Víta z Dampierre, který byl s lucemburským hrabětem Jindřichem V. ve sporu o namurské hrabství. Mezi oběma protivníky bylo dojednáno dvojité sňatkové propojení obou rodin a lucemburský hrabě se vzdal nároku na Namur. Isabela Lucemburská se stala chotí Víta z Dampierre a Beatrix byla provdána za Jindřicha VI.
| „                     | Byl v německých krajinách v hrabství Lucemburském hrabě přemocný a statečný jménem Jindřich, který si vzal manželským svazkem ženu rodem urozenou a neméně vzácných mravů, pocházející z přeslavného rodu hrabat hennegavských, nazvanou vlastním jménem Beatrix, a ti žili spolu jako manželé přemnoho dní... | “ |
| — Zbraslavská kronika | |   |

Lucemburské hrabství Jindřich VI. převzal po otcově skonu na Vánoce roku 1281. Téhož roku vymřel po meči rod limburských a o uvolněné hrabství se přihlásilo velké množství zájemců, včetně samotného Jindřicha. Spor se vyostřil roku 1288, kdy se 5. června odehrála bitva u Worringenu, považovaná za jedno z posledních velkých rytířských střetnutí středověku, kde Jindřich společně se svými třemi bratry Walramem, Jindřichem a Balduinem zahynul. Prohrou této bitvy ztratili Lucemburkové Limbursko. Lucemburské hrabství převzal oficiálně syn zesnulého hraběte Jindřich, ale regentkou byla s podporou lucemburského panstva, svého otce a poté flanderského hraběte Víta z Dampierre až do roku 1294 vdova Beatrix.
Roku 1310 se zúčastnila svatby svého vnuka Jana s Eliškou Přemyslovnou a roku 1313 se ujala doprovodu synovy snoubenky Kateřiny Habsburské do Itálie. Na místo určení však průvod nedojel, protože mezitím obdržel zprávu o Jindřichově smrti. Beatrix z Avesnes zemřela o osm let později v klášterním ústraní a byla pohřbena v chóru kostela kláštera Beaumont, který sama založila.